# Emilio Sotomayor Baeza

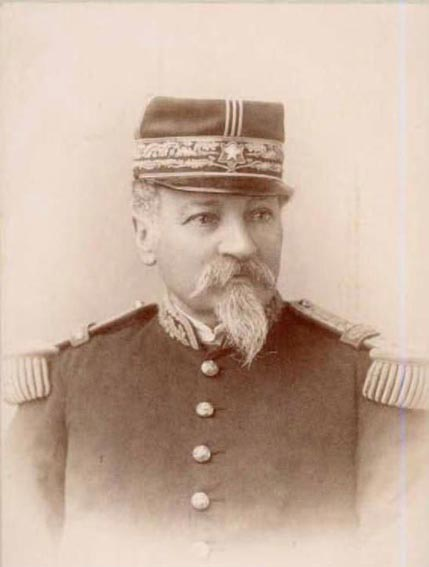
Emilio Sotomayor Baeza

Emilio Sotomayor Baeza (* 1826 in Melipilla, Chile; † 1894 in Santiago de Chile) war Oberst im Salpeterkrieg 1879–1883, später General.
Er begann seine Militärkarriere in der chilenischen Nationalgarde im Jahre 1847 als Leutnant. 1851 wurde er zum Capitan aufgrund seiner Verdienste bei der Zerschlagung der Militärrevolte dieses Jahres. 1859 wurde er zum Kommandanten der Artillerie in Valparaíso ernannt.
Am 14. Februar 1879 landete er mit einem Expeditionskorps in Antofagasta und leitete die chilenischen Truppen bei der Schlacht von Dolores am 27. November 1879. Es folgten die Schlachten von Miraflores und Chorrillos. Auch an der Eroberung von Lima, der Hauptstadt Perus, war er beteiligt.
1884 wurde er zum General ernannt und starb 1894 in Santiago de Chile.
| Personendaten    | Personendaten                                       |
| ---------------- | --------------------------------------------------- |
| NAME             | Sotomayor Baeza, Emilio                             |
| KURZBESCHREIBUNG | chilenischer Kommandant in der Schlacht von Dolores |
| GEBURTSDATUM     | 1826                                                |
| GEBURTSORT       | Melipilla                                           |
| STERBEDATUM      | 1894                                                |
| STERBEORT        | Santiago de Chile                                   |